# Rayman Origins
Rayman Origins és un videojoc de plataformes desenvolupat per Ubisoft Montpeller i publicat per Ubisoft per a les consoles PlayStation 3, Wii, Xbox 360, Nintendo 3DS i PlayStation Vita. Posteriorment va sortir també una versió per Microsoft Windows.
La història segueix a Rayman, el seu amic Globox i a dos Diminuts en la seva lluita contra els Darktoons i altres criatures malvades que han infectat el Clar dels somnis.
Rayman Origins ha rebut bones crítiques, sent molt elogiat pel seu estil gràfic, el disseny de nivells i el sentit de l'humor. Malgrat la seva recepció crítica, no va funcionar massa bé comercialment durant el seu llançament el novembre de 2011. Un joc per a mòbils basat en Origins, titulat Rayman Jungle Run, va ser desenvolupat per Pastagames i llançat per a iOS, Android i Windows Phone 8, el 29 de maig de 2013. Una seqüela, Rayman Legends, va ser llançat per Microsoft Windows, PlayStation 3, PlayStation Vita, Wii O i Xbox 360 el 29 d'agost de 2013 a Austràlia, el 30 d'agost de 2013 a Europa i el 3 de setembre de 2013 a Amèrica del Nord, i va tenir crítiques similars.

## El joc
Rayman Origins és un joc de plataformes de desplaçament lateral amb elements de resolució de puzles. El joc conté modes d'un sol jugador i multijugador, amb suport per 4 jugadors. Els jugadors tindran el control de l'heroi principal Rayman, Globox i dos Diminuts.
L'objectiu és completar els nivells i salvar el Clar dels somnis. En general hi ha més de 60 nivells en el joc, que tindran lloc en 12 mons diferents. El jugador es mou des del costat esquerre de la pantalla cap al costat dret, i podrà lluitar contra els enemics i recollir diversos objectes en el camí. Alguns nivells tenen capes addicionals que poden ser explorades. Hi ha llocs secrets als quals només es pot arribar si els jugadors cooperen entre ells. El so i la música tenen un paper important en la jugabilitat, ja que se sincronitzen amb les accions del jugador. Igual que al joc New Super Mario Bros. Wii, els jugadors que moren durant el multijugador es convertiran en un globus i suraran fins que un altre jugador els alliberi. No obstant això, un jugador ha de romandre amb vida per al progrés del joc; això només s'aplica per al mode multijugador.

## Història
El joc ens situa al Clar dels Somnis. Comença a l'Arbre dels Roncs, on Rayman, Globox, els Diminuts i el Somiador de Bombolles (Polokus) estan dormint plàcidament. No s'han adonat que prop d'ells hi ha un micròfon camuflat com una flor que fa que els seus roncs arribin fins a la Terra dels No-tan Morts, els qui es revelen i surten a la superfície, envaeixen el Clar dels Somnis i capturen a Rayman, als seus amics i als Electoons. Rayman i els seus amics han d'aturar això i salvar el Clar dels Somnis. Pel camí rescataran a Betilla la fada i a les seves germanes, qui els donaran nous poders. El joc compta amb personatges i criatures del primer joc de la sèrie, com Betilla la fada i el Mag, aquí anomenat Ales Mansay. El joc és accessible per als jugadors no estan familiaritzats amb la franquícia Rayman.

## Confusió i retard
Rayman Origins, que va ser planejat originalment com un joc per episodis, anava a ser llançat a finals de l'any 2010. No obstant això, es va decidir ajornar l'estrena sense avís durant un temps indefinit. A finals d'abril de 2011, Ubisoft va declarar el projecte com a "No mort".
A principis de maig, la pàgina web "Gry-online.pl " va declarar haver tingut una entrevista amb Michel Ancel en la qual va aclarir que el joc seria llançat pels volts de Nadal de 2011. Finalment, el joc es va comercialitzar en format físic i es va abandonar la idea de llançar-ho en format descargable per capítols.
Finalment, després d'haver-se publicat el 2013, Ubisoft va anunciar que, tot i no haver guanyat diners amb Rayman Origins en un principi i a haver-ne baixat el preu al principi del llançament, sí que va aconseguir cobrir-ne les despeses posteriorment